# Dendrobium niveobarbatum
Dendrobium niveobarbatum là một loài thực vật có hoa trong họ Lan. Loài này được Cootes mô tả khoa học đầu tiên năm 2008.